# Anacleora perfectaria
Anacleora perfectaria är en fjärilsart som beskrevs av Walker 1866. Anacleora perfectaria ingår i släktet Anacleora och familjen mätare. Inga underarter finns listade i Catalogue of Life.